# Paradossi di Zenone
I paradossi di Zenone sono paradossi proposti da Zenone di Elea, discepolo e amico di Parmenide, tesi a dimostrare, nonostante le apparenze della vita quotidiana, l'impossibilità della molteplicità e del moto, allo scopo di sostenere l'idea del maestro che la realtà è costituita da un Essere unico e immutabile. Ci sono stati tramandati attraverso la citazione che ne fa Aristotele nella sua Fisica.
Le argomentazioni di Zenone costituiscono forse i primi esempi del metodo di dimostrazione noto come reductio ad absurdum o dimostrazione per assurdo. Sono anche considerate un primo esempio del metodo dialettico, usato in seguito dai sofisti e da Socrate, e inoltre furono il primo strumento che mise in difficoltà l'ambizione dei pitagorici di ridurre tutta la realtà in numeri. Oggi non si attribuisce valore fisico alle argomentazioni di Zenone, ma la loro influenza è stata molto importante nella storia del pensiero matematico e filosofico. Sono giunti fino a noi due paradossi contro il pluralismo e quattro contro il movimento.

## Paradossi contro il pluralismo (o la molteplicità)

### Primo paradosso
Il primo paradosso, contro la pluralità delle cose, sostiene che se le cose fossero molte, esse sarebbero allo stesso tempo un numero finito e un numero infinito: sono finite in quanto esse sono né più né meno di quante sono, e infinite poiché tra la prima e la seconda ce n'è una terza e così via.

### Secondo paradosso
Il secondo paradosso invece sostiene che se queste unità non hanno grandezza, le cose da esse composte non avranno grandezza (una somma infinita di zeri è zero) mentre se le unità hanno una certa grandezza, essendo le cose composte da infinite unità maggiori di zero avranno una grandezza infinita. Questo paradosso trova una soluzione nella teoria degli insiemi di Cantor, come mostrato da Adolf Grünbaum, se si considera che un segmento è costituito da un insieme più che numerabile di punti.

## Paradossi contro il movimento
I paradossi sul movimento sono essenzialmente tesi a dimostrare la sostanziale apparenza del moto e, implicitamente, il fatto che la realtà fisica sarebbe continua e non discontinua, difendendo le idee del suo maestro Parmenide.

### Primo paradosso (lo stadio, o della dicotomia)
Il primo argomento contro il movimento è quello sullo stadio.
Esso afferma che non si può giungere all'estremità di uno stadio senza prima aver raggiunto la metà di esso, ma prima di raggiungerla si dovrà raggiungere la metà della metà e così via senza quindi mai riuscire nemmeno a iniziare la corsa.
Secondo Giorgio Colli, sono due le versioni tramandate del paradosso (una è quella citata sopra), e andrebbe preferita la seguente espressione:
Non si può giungere all'estremità di uno stadio senza prima aver raggiunto la metà di esso, ma una volta raggiunta la metà si dovrà raggiungere la metà della metà rimanente e così via, senza quindi mai riuscire a raggiungere l'estremità dello stadio.
Il paradosso sarebbe dunque molto simile a quello di Achille e la tartaruga (che è una formulazione più suggestiva della dicotomia all'infinito) e meno simile a quello della freccia (nel quale è dimostrata l'impossibilità dell'inizio del movimento).

### Secondo paradosso (Achille e la tartaruga)
Il Paradosso di Achille e la tartaruga - uno dei paradossi di Zenone più famosi - afferma che se Achille (detto "piè veloce") venisse sfidato da una tartaruga nella corsa e concedesse alla tartaruga un piede di vantaggio, egli non riuscirebbe mai a raggiungerla, dato che Achille dovrebbe prima raggiungere la posizione occupata precedentemente dalla tartaruga che, nel frattempo, sarà avanzata raggiungendo una nuova posizione che la farà essere ancora in vantaggio; quando poi Achille raggiungerà quella posizione nuovamente la tartaruga sarà avanzata precedendolo ancora. Questo stesso discorso si può ripetere per tutte le posizioni successivamente occupate dalla tartaruga e così la distanza tra Achille e la lenta tartaruga pur riducendosi verso l'infinitamente piccolo non arriverà mai a essere pari a zero.
In pratica, posto che la velocità di Achille ({\displaystyle V_{a}}) sia N volte quella della tartaruga ({\displaystyle V_{t}}) le cose avvengono così:
- dopo un certo tempo {\displaystyle t_{1}} Achille arriva dove era la tartaruga alla partenza ({\displaystyle L_{1}}).
- nel frattempo la tartaruga ha compiuto un pezzo di strada e si trova nel punto {\displaystyle L_{2}}.
- occorre un ulteriore tempo {\displaystyle t_{2}} per giungere in {\displaystyle L_{2}}.
- ma nel frattempo la tartaruga è giunta nel punto {\displaystyle L_{3}} ... e così via.

Quindi per raggiungere la tartaruga Achille impiega un tempo 
{\displaystyle T=t_{1}+t_{2}+t_{3}+...+t_{n}+...}
e quindi non la raggiungerà mai, sebbene la distanza tra T (Tartaruga) e A (Achille) si restringa sempre più.

### Terzo paradosso (la freccia)
(DK A27)
Il terzo argomento è quello della freccia, che appare in movimento ma, in realtà, è immobile. In ogni istante difatti essa occuperà solo uno spazio che è pari a quello della sua lunghezza; e poiché il tempo in cui la freccia si muove è fatto di singoli istanti, essa sarà immobile in ognuno di essi.
Il concetto di questo terzo paradosso è in fondo opposto a quello del secondo: l'esistenza di punti e istanti indivisibili. Ma anche in questo caso il movimento risulta impossibile, in quanto dalla somma di istanti immobili non può risultare un movimento.
La freccia in quiete e quella in movimento occupano lo stesso spazio e quindi appaiono indistinguibili fra loro e rispetto allo spazio attraversato. L'identità di tale stato di quiete e di moto si deriva anche da quello che più tardi sarebbe stato chiamato principio degli indiscernibili.
L'argomento precorre il principio di relatività galileiana del moto secondo il quale, in un sistema isolato, un osservatore che si muove alla stessa velocità del corpo osservato non è in grado di discernere se sia in quiete o in movimento.
Il moto della freccia è infatti percepibile solo dagli occhi di un sistema di riferimento non solidale, che lo misura integralmente dal punto di partenza. L'argomento di Zenone invece valuta il moto della freccia istante per istante in relazione allo spazio percorso, come una sequenza di immagini catturate istante per istante. L'argomento dello stadio tenta di misurare la distanza percorsa con precisione matematica e allo scopo fissa l'origine della misura nel punto di inizio del moto. L'origine del sistema di riferimento può in generale essere fissata arbitrariamente, e, se fatta coincidere con uno dei due punti di arrivo, la distanza percorsa risulta doppia. Il paradosso è stato risolto secoli dopo col calcolo infinitesimale.

### Quarto paradosso (due masse nello stadio)

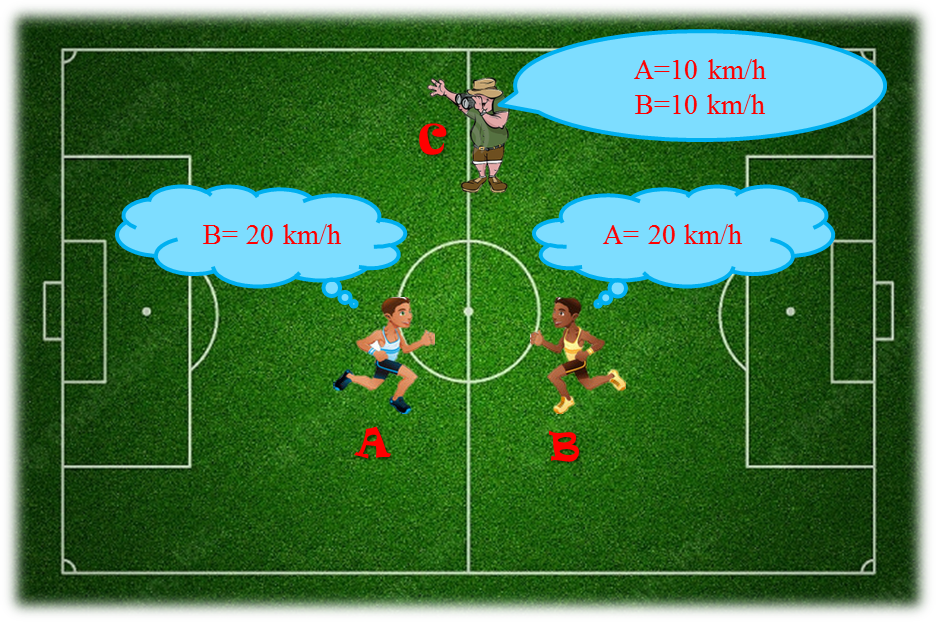
Nell'immagine, i due corridori, A e B, corrono in senso opposto: A avrà, quindi, la sensazione di spostarsi molto più velocemente di come accade nella realtà, e cioè di una velocità pari alla sua sommata a quella del corridore B; lo stesso accade a B. L'osservatore C, invece, è fermo, e riesce a percepire la velocità reale dei due corridori.

Zenone afferma che se due masse in uno stadio si vengono incontro, risulterà l'assurdo logico che la metà del tempo equivale al doppio.
Consideriamo infatti tre segmenti (A, B, C) uguali e paralleli, che si trovino allineati. Supponiamo poi che il segmento in alto (A) si muova verso destra, rispetto a quello situato nel centro (B) che resta fermo, e che per ogni istante elementare avanzi di un intervallo (elementare). Il segmento in basso (C) faccia invece la stessa cosa verso sinistra. Dopo il primo istante vedremo che i punti iniziali di A e C si saranno allontanati di due intervalli. Ma ciò è assurdo perché allora il tempo che avrebbero impiegato per allontanarsi di un solo intervallo sarebbe di "mezzo istante", contraddicendo l'ipotesi che stiamo analizzando la situazione al primo istante (indivisibile).
Implicita in questa interpretazione ci sarebbe l'idea che un corpo non possa avere velocità diverse a seconda del sistema di riferimento.

### Altri tre paradossi da Aristotele

#### Paradosso del luogo
Da Aristotele:
Se tutto ciò che esiste ha un luogo, anche quel luogo avrà un luogo, e così via all'infinito.

#### Paradosso del chicco di miglio
Secondo il Routledge Dictionary of Philosophy:
L'argomento è che un solo chicco di miglio non emette alcun suono cadendo, ma mille chicchi emettono un suono. Quindi mille niente diventano qualcosa, una conclusione assurda.
La confutazione di Aristotele:
Zenone ha torto nel dire che non c'è parte del miglio che non faccia suono: perché non esiste ragione per la quale una tale parte non dovrebbe in nessun tempo mancare di muovere l'aria che tutto il moggio muove cadendo. Infatti non muove di per sé neppure una tale quantità d'aria come si muoverebbe se questa parte fosse da sola: poiché nessuna parte esiste se non potenzialmente.
Descrizione data da Nick Huggett:
Questo è un argomento parmenideo secondo cui non ci si può fidare del proprio senso dell'udito. La risposta di Aristotele sembra essere che anche i suoni impercettibili possono aggiungersi a un suono udibile.

#### Le file mobili (o stadio)

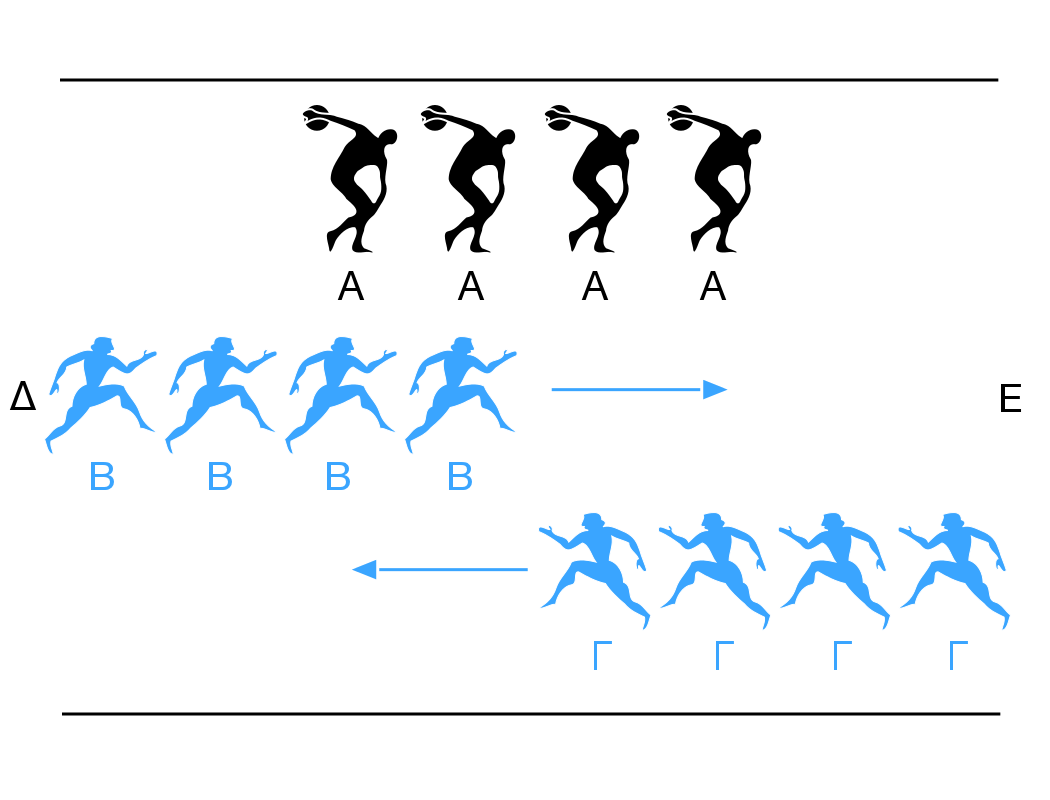
Le file mobili

Da Aristotele:
...per quanto riguarda le due file di corpi, ciascuna fila essendo composta da un numero uguale di corpi di uguale dimensione, che si sorpassano l'un l'altro su un ippodromo mentre procedono con uguale velocità in direzioni opposte, l'una fila originariamente occupando lo spazio tra la porta e il punto medio del percorso, e l'altra quello tra il punto medio e il palo di partenza. Questo... comporta la conclusione che metà di un dato tempo è uguale al doppio di quel tempo.

### Proposte di soluzioni ai paradossi del moto
Non è difficile immaginare che anche un greco, ignaro dei rudimenti del calcolo infinitesimale, "vedesse" altrettanto bene che ogni somma: un segmento + mezzo segmento + un quarto di segmento + ecc. rimane sempre all'interno del segmento doppio. Tale critica alle moderne "pseudoconfutazioni" è stata ampiamente sviluppata, su basi kantiane, dal matematico Umberto Bartocci, il quale invita invece a riflettere sulla circostanza che i paradossi di Zenone sul movimento vanno considerati sempre attuali e "non risolubili", in quanto puntano l'attenzione sulle dicotomie reale/pensato e spazio(continuo)/tempo(discreto).
Un primo tentativo di confutazione dei paradossi di Zenone è infatti ascrivibile ad Aristotele, che notava come i paradossi si basassero sull'infinita divisibilità del tempo. Aristotele concludeva ipotizzando che il tempo invece non è mai infinitamente divisibile (istanti discreti). Da ciò derivava la logica conseguenza che istanti finiti permettessero di colmare spazi infinitamente discreti. Le osservazioni di Aristotele, che implicano una radicale differenza qualitativa tra tempo e spazio, verranno riprese da Bergson, che nei suoi studi sulla durata dimostra che i filosofi e gli scienziati, applicando divisioni numeriche, analizzano il tempo come fosse lo spazio.

## Soluzioni proposte

### Diogene il Cinico
Secondo Simplicio, Diogene il Cinico non disse nulla dopo aver ascoltato le argomentazioni di Zenone, ma si alzò e camminò, per dimostrare la falsità delle sue conclusioni (cfr. solvitur ambulando). Per risolvere completamente uno qualsiasi dei paradossi, tuttavia, è necessario mostrare cosa c'è di sbagliato nell'argomento, non solo l’erroneità delle conclusioni. Nel corso della storia sono state proposte diverse soluzioni, tra le prime citate quelle di Aristotele e Archimede.

### Aristotele
Aristotele (384 a.C.-322 a.C.) osservò che al diminuire della distanza, diminuisce anche il tempo necessario per coprire quelle distanze, così che anche il tempo necessario diventa sempre più piccolo. Aristotele distingueva anche "le cose infinite rispetto alla divisibilità" (come un'unità di spazio che può essere divisa mentalmente in unità sempre più piccole pur rimanendo spazialmente uguali) dalle cose (o distanze) che hanno estensione infinita ("rispetto alle loro estremità"). L'obiezione di Aristotele al paradosso della freccia era che "il tempo non è composto da ore indivisibili non più di quanto qualsiasi altra grandezza sia composta da indivisibili".

### Archimede
Prima del 212 a.C., Archimede aveva sviluppato un metodo per ricavare un risultato finito per la somma di infiniti termini che diventano progressivamente più piccoli (cfr. serie geometrica e il trattato La Quadratura della Parabola). La sua argomentazione applica il metodo di esaustione per dimostrare che la somma infinita in questione è uguale all'area di un particolare quadrato, metodo geometrico in gran parte rigoroso. L’analisi odierna ottiene lo stesso risultato con la matematica dei limiti (cfr. serie convergenti). Questi metodi consentono la costruzione di soluzioni sulla base delle condizioni stabilite da Zenone, in cui il tempo impiegato per ogni passaggio è geometricamente decrescente.

### Tommaso d’Aquino
Tommaso d'Aquino, commentando l'obiezione di Aristotele, scrisse: «Gli istanti non sono parti di tempo, perché il tempo non è fatto di istanti non più di quanto una grandezza sia fatta di punti, come abbiamo già dimostrato. Ne consegue che una cosa non è in moto in un dato tempo, per il fatto che sia in moto in ogni istante di quel tempo.

### Bertrand Russell
Bertrand Russell espose quella che è nota come “at-at theory motion”. Concorda sul fatto che non può esserci movimento "durante" un istante senza durata e sostiene che tutto ciò che è richiesto per il movimento è che la freccia si trovi in un punto in un momento, in un altro punto in un altro momento e in punti appropriati tra quei due punti per i tempi intermedi. In questa visione il movimento è solo un cambiamento di posizione nel tempo.

### Hermann Weyl
Un'altra soluzione proposta mette in discussione uno dei presupposti usati da Zenone nei suoi paradossi (in particolare la dicotomia), cioè che tra due punti qualsiasi dello spazio (o del tempo) esiste sempre un altro punto. Lasciando cadere questa ipotesi, esiste solo un numero finito di distanze tra due punti, quindi non c'è sequenza infinita di movimenti, e il paradosso è risolto. Secondo Hermann Weyl, l'assunto che lo spazio sia formato da unità finite e discrete è soggetto ad un ulteriore problema, noto come "problema della funzione distanza". Secondo questo, la lunghezza dell'ipotenusa di un triangolo rettangolo nello spazio discretizzato è sempre uguale alla lunghezza di uno dei due lati, in contraddizione con la geometria (cfr. Teorema di Pitagora). Jean Paul Van Bendegem ha affermato che l'argomento può essere risolto e che la discretizzazione può quindi rimuovere il paradosso.

### Henri Bergson
Nel suo libro ‘’Matière et mémoire’’, Henri Bergson affermò che mentre il percorso è divisibile, il movimento non lo è. In questo argomento, gli istanti nel tempo e le grandezze istantanee non esistono fisicamente. Un oggetto in movimento relativo non può avere una posizione relativa istantanea o determinata, e quindi non può avere il suo movimento sezionato in modo frazionario.

### Peter Lynds
Nel 2003 Peter Lynds ha avanzato un'argomentazione molto simile: tutti i paradossi del movimento di Zenone sono risolti dalla conclusione che gli istanti nel tempo e le grandezze istantanee non esistono fisicamente. Lynds sostiene che un oggetto in movimento relativo non può avere una posizione relativa istantanea o determinata (perché se lo facesse, non potrebbe essere in movimento), e quindi non può avere il suo movimento sezionato in modo frazionario, come ipotizzano i paradossi. Per ulteriori informazioni sull'impossibilità di conoscere sia la velocità che la posizione, vedere il principio di indeterminazione di Heisenberg.

### Nick Huggett
Nick Huggett sostiene che Zenone assuma la conclusione laddove dice che gli oggetti che occupano lo stesso spazio che occupano a riposo, debbano essere a riposo.

### Ivan Karpenko
C'è un punto di vista secondo cui le soluzioni esistenti delle aporie sono inefficaci per il motivo che le proprietà del macrocosmo e del microcosmo sono mescolate nella formulazione delle aporie. Vale a dire, dall'osservazione di grandi oggetti fisici, si fa una transizione ingiustificata alla descrizione dell'infinitesimale, mentre i loro dispositivi differiscono. Ciò può essere compreso in modo tale che le aporie non hanno senso dal punto di vista della fisica moderna ed è per questo che non possono essere risolte.

## I paradossi nei tempi moderni
I processi infiniti rimasero teoricamente problematici in matematica fino alla fine del XIX secolo. Con la definizione epsilon-delta di limite, Weierstrass e Cauchy svilupparono una formulazione rigorosa della logica e del calcolo coinvolti. Questi lavori risolsero il problema della matematica inerente processi infiniti.
Filosofi come Kevin Brown e Francis Moorcroft obiettano che, mentre la matematica può calcolare dove e quando l'Achille in movimento supererà il paradosso della Tartaruga di Zenone, essa non risolve tutti i problemi sollevati dai paradossi.
La letteratura popolare spesso travisa gli argomenti di Zenone. Ad esempio, si dice spesso che Zenone abbia sostenuto che la somma di un numero infinito di termini deve essere essa stessa infinita, con il risultato che non solo il tempo, ma anche la distanza da percorrere, diventa infinita. Tuttavia, nessuna delle fonti antiche originali attesta che Zenone abbia discusso la somma di qualsiasi serie infinita. Simplicio fa dire a Zenone "è impossibile attraversare un numero infinito di cose in un tempo finito". Il problema sarebbe non quello di trovare la somma, ma piuttosto di finire un compito con un numero infinito di passaggi: come mai si può andare da A a B, se si può identificare un numero infinito di eventi (non istantanei) che devono precedere l'arrivo in B, e non si può arrivare nemmeno all'inizio di un "ultimo evento"?
Il dibattito sulla questione se i paradossi di Zenone siano stati risolti o meno è ancora in essere. In ‘’The History of Mathematics: An Introduction’’ (del 2010), Burton scrive: «sebbene l'argomento di Zenone confondesse i suoi contemporanei, una spiegazione soddisfacente incorpora un'idea ormai familiare, la nozione di 'serie infinita convergente’».
Bertrand Russell ha offerto una "soluzione" ai paradossi basata sul lavoro di Georg Cantor, ma Brown conclude che «data la storia delle 'soluzioni ultime', da Aristotele in poi, è probabilmente avventato pensare che siamo arrivati alla fine. Può darsi che gli argomenti di Zenone sul movimento, per la loro semplicità e universalità, servano sempre come una sorta di "immagine di Rorschach" sulla quale le persone possono proiettare le loro preoccupazioni fenomenologiche più fondamentali (se ne hanno) ».

## Effetto Zenone quantistico
Come si può vedere, questi paradossi sono stati utili per sviluppare molti concetti alla base della matematica e della fisica moderne, e non si dovrebbe liquidarli banalmente.
Persino nella meccanica quantistica riecheggia il nome di Zenone nel cosiddetto Quantum Zeno effect (effetto Zenone quantistico), che, riprendendo metaforicamente il paradosso della freccia, afferma che un sistema, che decadrebbe spontaneamente, è inibito o addirittura non decade affatto se sottoposto a una serie infinita di osservazioni (o misure).
Di recente vari esperimenti:
- l'esperimento di Itano et al. (1990), basatosi sull'idea di Cook (1988),
- quello di Kwiat et al. (1995) sulla polarizzazione dei fotoni,
- e quello di Fischer et al. (2001),

hanno dato verifica sperimentale di questo effetto.
Simili argomentazioni sono contenute nel saggio di Jim Al-Khalili La fisica del diavolo. Maxwell, Schroedinger, Einstein e i paradossi del mondo, (2012).

## Il paradosso di Achille e la tartaruga in letteratura
Il Paradosso di Achille e la tartaruga ha ispirato diversi scrittori.
- Lewis Carroll ha pensato a un immaginario dialogo tra Achille e la tartaruga, posto alla fine dell'interminabile corsa. I due discutono di geometria, ma la tartaruga rifiuta sempre di arrivare alla conclusione finale di Achille, semplicemente perché rifiuta la logica (in particolare il modus ponens).
- In Gödel, Escher, Bach: un'eterna ghirlanda brillante di Douglas Hofstadter i vari capitoli sono intervallati da dialoghi tra Achille e la tartaruga, ispirati all'opera di Carroll.
- Lo scrittore argentino Borges ha ripreso più volte i paradossi di Zenone, discutendo del loro rapporto con l'infinito. Borges li ha anche utilizzati come metafora per alcune situazioni descritte da Kafka.
- Il poeta francese Paul Valéry cita Zenone d'Elea e fa riferimento ai paradossi di Achille e della freccia nel suo poema Il cimitero marino.[34]